# Fossilien- und Heimatmuseum Messel

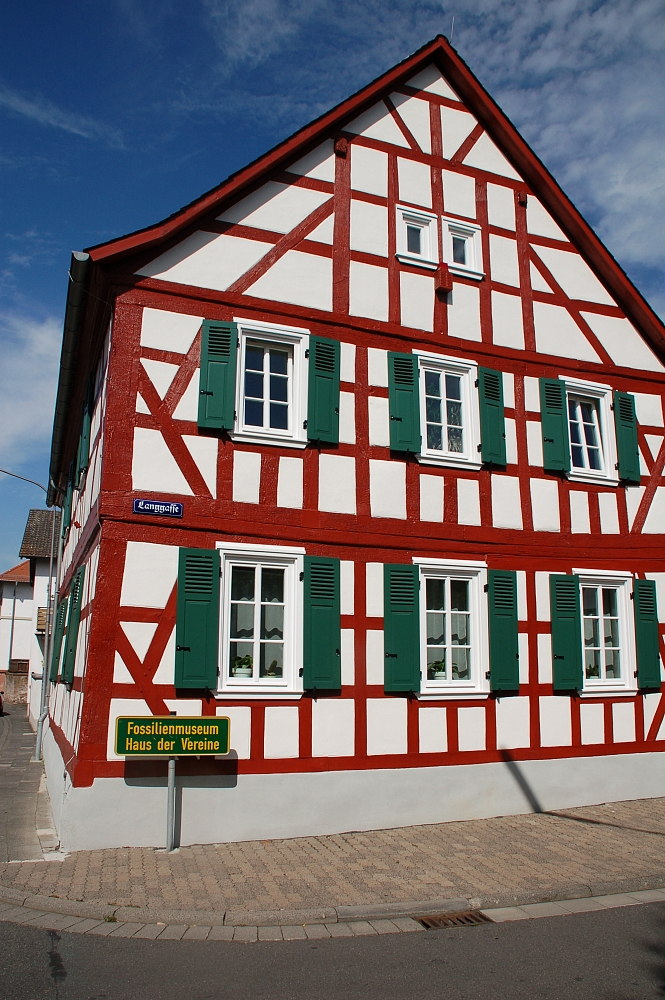
Museum Messel

Das Fossilien- und Heimatmuseum Messel wurde vom Museumsverein Messel e.V. im alten Rathaus, Langgasse 2, gegründet und wird von diesem mit Unterstützung der Gemeinde Messel unterhalten. Die Idee dazu entstand schon während der Zeit des Kampfes um den Erhalt der Grube Messel, die als Mülldeponie genutzt werden sollte.

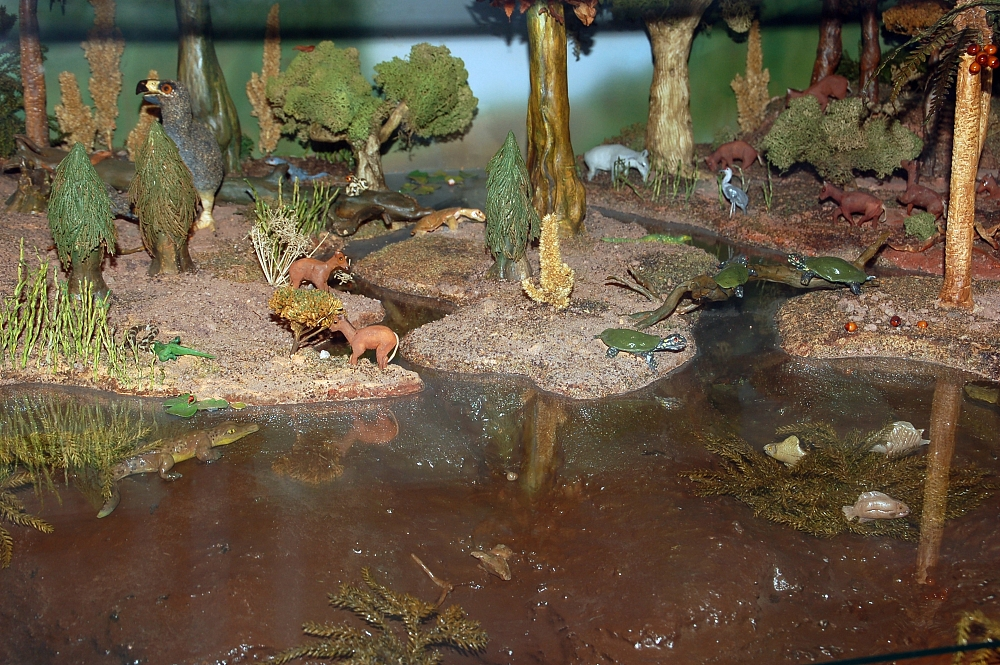
Rekonstruktion des subtropischen Vulkansees und seiner Bewohner

Das Museum zeigt sowohl die Heimatgeschichte und wirtschaftliche Entwicklung der ortsansässigen Industrie, wie auch eine große Ausstellung zur Erdgeschichte des Mittleren Eozäns mit originalen Fundstücken aus der Grube Messel. Besonders zeichnet das Museum eine moderne und besucherfreundliche Gestaltung aus, die auch wissenschaftlichen Ansprüchen genügt. Vorbildlich sind beispielsweise die nicht nur kindgerechten Rekonstruktionen des subtropischen Lebensraumes, die Besuchern angeboten werden.
Das Landesamt für Denkmalpflege hat 2006 den Museumsverein für vorbildliches ehrenamtliches Engagement in der Denkmalpflege ausgezeichnet.